# بول ديسماريه جونيور
بول ديسماريه جونيور هو شخصية أعمال كندي، ولد في 3 يوليو 1954 في غريتر سودبوري في كندا.

## وصلات خارجية
- بول ديسماريس الابن على موقع إن إن دي بي (الإنجليزية)